# Hubert Rottleuthner
Hubert Rottleuthner (* 1944) ist ein deutscher Rechtssoziologe und Rechtsphilosoph.

## Leben und Wirken
Rottleuthner studierte Rechtswissenschaft, Philosophie und Soziologie an der Universität Frankfurt am Main. Dort wurde er 1972 (bei J. Habermas) mit der rechtsphilosophischen Schrift „Richterliches Handeln: Zur Kritik der juristischen Dogmatik“ zum Dr. phil. promoviert. 1975 wurde er ordentlicher Professor für Rechtsphilosophie und Rechtssoziologie am Fachbereich Rechtswissenschaft der  Freien Universität Berlin. Zudem wurde er Leiter des Instituts für Rechtssoziologie und Rechtstatsachenforschung. Diesen Lehrstuhl hatte er bis zu seiner Emeritierung im Jahr 2012 inne. Er war Gastprofessor in Brüssel, Amherst, Sydney und Istanbul. Seit 2015 ist er Honorarprofessor am Fachbereich Rechtswissenschaft der Johann Wolfgang Goethe-Universität Frankfurt a. M.
In Rottleuthners Forschungen bildet die Rechtssoziologie den Schwerpunkt. Er konzentriert sich vor allem auf die empirische Rechtssoziologie insbesondere im Bereich der Justizforschung und des Antidiskriminierungsrechts sowie der juristischen Zeitgeschichte, insbesondere zur Zeit des Nationalsozialismus in Deutschland und der DDR. Im Bereich der Rechtsphilosophie und Rechtstheorie hat er sich vor allem mit dem Wissenschaftscharakter der Rechtswissenschaft und mit Ungerechtigkeiten beschäftigt.

## Schriften (Auswahl)
- Richterliches Handeln: Zur Kritik der juristischen Dogmatik. Athenäum-Verlag, Frankfurt am Main 1973, ISBN 978-3-7610-5863-3 (Dissertation).
- Rechtswissenschaft als Sozialwissenschaft. Fischer, Frankfurt am Main 1973, ISBN 978-3-436-01738-5.
- Probleme der marxistischen Rechtstheorie (Hrsg.). Suhrkamp, Frankfurt a. M. 1975, ISBN 3-518-00729-7
- Rechtstheorie und Rechtssoziologie. Alber, Freiburg im Breisgau 1981, ISBN 978-3-495-47448-8.
- Rechtssoziologische Studien zur Arbeitsgerichtsbarkeit (Hrsg.). Nomos, Baden-Baden 1984, ISBN 3-7890-0966-0
- Einführung in die Rechtssoziologie. Wissenschaftliche Buchgesellschaft, Darmstadt 1987, ISBN 978-3-534-02334-9.
- mit Margret Rottleuthner-Lutter: Die Dauer von Gerichtsverfahren: Evaluation der ZPO-Vereinfachungsnovelle. Nomos, Baden-Baden 1990, ISBN 978-3-7890-2030-8.
- mit Ellen Böhm und Daniel Gasterstädt: Rechtstatsächliche Untersuchung zum Einsatz des Einzelrichters. Bundesanzeiger, Köln 1992, ISBN 978-3-88784-350-2.
- Steuerung der Justiz in der DDR. Bundesanzeiger, Köln 1994, ISBN 3-88784-514-5
- Foundations of Law, Springer, Dordrecht 2005, ISBN 1-4020-3387-7.
- Ungerechtigkeiten: Anmerkungen zur westlichen Leidkultur. Nomos, Baden-Baden 2008, ISBN 978-3-8329-3141-4.
- Karrieren und Kontinuitäten deutscher Justizjuristen vor und nach 1945. BWV, Berlin 2010, ISBN 978-3-8305-1631-6.
- mit Matthias Mahlmann: Diskriminierung in Deutschland: Vermutungen und Fakten. Nomos, Baden-Baden 2011, ISBN 978-3-8329-5578-6.